# Station Dour
Station Dour was een spoorwegstation langs spoorlijn 98 en spoorlijn 98A in de gemeente Dour.
Deze lijn werd afgeschaft voor reizigersvervoer in 1984 en opgebroken in de jaren 90 van de 20e eeuw. De bedding van de lijn is thans omgevormd tot een RAVel-pad.
0,0: Bergen ·
2,0: Cuesmes ·
6,2: Flénu-Central ·
6,9: Flénu-Produits ·
9,7: Pâturages ·
10,4: Wasmes ·
11,0: Petit-Wasmes ·
12,3: Warquignies ·
13,7: Warquignies-Clinique ·
14,9: Boussu-Bois ·
17,2: Dour ·
19,2: Elouges ·
23,8: Quiévrain
0,0: Dour ·
2,1: Wiheries ·
4,4: La Cambuse ·
5,2: Audregnies ·
6,8: Angre ·
8,5: Angreau ·
10,4: Roisin-Autreppe